# Nghể bào
Nghể bào (danh pháp khoa học: Polygonum runcinatum) là một loài thực vật có hoa trong họ Rau răm. Loài này được Buch.-Ham. ex D. Don miêu tả khoa học đầu tiên năm 1825.